# Shiribeshi subprefektur
Shiribeshi (japanska: 後志総合振興局?, Shiribeshi-sōgō-shinkō-kyoku) är ett förvaltningsområde (subprefektur) i Hokkaido prefektur i Japan. Området ligger på västra delen av Hokkaido. Det omfattar en stad samt 19 landskommuner. Landskommunerna är grupperade i nio distrikt, men dessa har ingen administrativ funktion utan fungerar i huvudsak som postadressområden. 

## Administrativ indelning
| Namn         | Namn     | Areal (km²) | Folkmängd (2022) | Distrikt       | Typ                  |
| Romaji       | Kanji    | Areal (km²) | Folkmängd (2022) | Distrikt       | Typ                  |
| ------------ | -------- | ----------- | ---------------- | -------------- | -------------------- |
| Akaigawa     | 赤井川村 | 280,09      | 1 040            | Yoichi         | Landskommun (by)     |
| Furubira     | 古平町   | 188,36      | 2 575            | Furubira       | Landskommun (köping) |
| Iwanai       | 岩内町   | 70,60       | 10 989           | Iwanai         | Landskommun (köping) |
| Kamoenai     | 神恵内村 | 147,79      | 840              | Furuu          | Landskommun (by)     |
| Kimobetsu    | 喜茂別町 | 189,41      | 2 037            | Abuta          | Landskommun (köping) |
| Kuromatsunai | 黒松内町 | 345,65      | 2 689            | Suttsu         | Landskommun (köping) |
| Kutchan      | 倶知安町 | 261,34      | 14 429           | Abuta          | Landskommun (köping) |
| Kyōgoku      | 京極町   | 231,49      | 2 869            | Abuta          | Landskommun (köping) |
| Kyōwa        | 共和町   | 304,92      | 5 554            | Iwanai         | Landskommun (köping) |
| Makkari      | 真狩村   | 114,25      | 1 957            | Abuta          | Landskommun (by)     |
| Niki         | 仁木町   | 167,96      | 3 149            | Yoichi         | Landskommun (köping) |
| Niseko       | ニセコ町 | 197,13      | 5 033            | Abuta          | Landskommun (köping) |
| Otaru        | 小樽市   | 243,83      | 107 393          | inget distrikt | Stad                 |
| Rankoshi     | 蘭越町   | 449,78      | 4 459            | Isoya          | Landskommun (köping) |
| Rusutsu      | 留寿都村 | 119,84      | 1 848            | Abuta          | Landskommun (by)     |
| Shakotan     | 積丹町   | 238,13      | 1 748            | Shakotan       | Landskommun (köping) |
| Shimamaki    | 島牧村   | 437,18      | 1 261            | Shimamaki      | Landskommun (by)     |
| Suttsu       | 寿都町   | 95,25       | 2 689            | Suttsu         | Landskommun (köping) |
| Tomari       | 泊村     | 82,27       | 1 508            | Furuu          | Landskommun (by)     |
| Yoichi       | 余市町   | 140,59      | 17 297           | Yoichi         | Landskommun (köping) |

1. 1 2 3 4 5 6  En del av Abuta distrikt ligger i Iburi subprefektur.